# Portrait de Guillaume Jouvenel des Ursins
Le Portrait de Guillaume Jouvenel des Ursins est un tableau attribué au peintre français Jean Fouquet. Il est conservé au musée du Louvre à Paris.

## Historique
Guillaume Jouvenel des Ursins est chancelier de France sous Charles VII puis sous son fils Louis XI à partir de 1465. Jean Fouquet travaille à de nombreuses reprises pour les financiers et conseillers de l'entourage de ces deux rois de France et ce tableau est le portrait de l'un d'eux. Il s'agissait sans doute à l'origine du panneau d'un retable et non d'un panneau isolé. Si la disparition du cadre d'origine ne permet pas de retrouver la trace d'éventuelles charnières, la position d'orant du modèle, les yeux tournés vers la droite, indique qu'il devait se trouver un autre panneau dans cette direction, sans doute une Vierge à l'Enfant. Certains historiens de l'art ont pensé qu'il pourrait y avoir eu un troisième panneau encore à droite, représentant la femme de Jouvenel, Geneviève Héron. Mais cela signifierait que le retable atteindrait la taille considérable de trois mètres de large avec des panneaux d'égale largeur, ce qui est très rare à cette époque. 
Le panneau pourrait avoir été réalisé pour la chapelle de la famille des Ursins dans la cathédrale Notre-Dame de Paris, qui abritait la tombe du père du modèle, Jean Jouvenel, ainsi qu'un long panneau représentant la famille Jouvenel, actuellement conservé au musée de Cluny. Il pourrait aussi avoir été réalisé pour la cathédrale Saint-Gatien de Tours, qui avait fait l'objet de plusieurs dons de Guillaume Jouvenel et où sa femme s'est fait enterrer. La cathédrale a été victime de destructions par les troupes huguenotes en 1562, ce qui empêche de valider cette hypothèse, mais aussi pourrait expliquer la disparition du retable. 
La date du tableau demeure incertaine. Le modèle est beaucoup plus âgé que lorsqu'il apparaît dans le frontispice de son manuscrit du Mare historiarum, daté des années 1447-1455 et plus âgé aussi que dans le portrait familial du musée de Cluny, daté entre 1445 et 1449. Il semble ici plutôt âgé de la soixantaine. Par ailleurs, l'analyse du bois du tableau donne une date d'abattage du chêne vers 1455, or, le bois est généralement laissé une dizaine d'années avant d'être près à peindre. Enfin, le style du tableau est sensiblement différent de celui des œuvres datées des années 1450 (le Diptyque de Melun ou le Portrait de Charles VII notamment) : il est ici plus affirmé et plus mûr selon François Avril. Ces éléments incitent à y voir un tableau des années 1460-1465. 
Par la suite, le tableau fait l'objet d'un dessin pour les collections de François Roger de Gaignières au XVIIe siècle (BNF, Estampes, Oa15, f.25) qui mentionne le nom de Guillaume Jouvenel, ce qui a permis son identification. Il est acquis par le musée du Louvre en 1835 auprès du comte du Hamel, lequel l'aurait détenu par héritage familial, car il descendrait du chancelier par les femmes.

## Attribution
Juste après son acquisition, le tableau est attribué à Albrecht Dürer, puis à Michael Wolgemut, son maître. C'est l'historien d'art allemand Gustav Friedrich Waagen qui, pour la première fois, propose de l'attribuer à Jean Fouquet. Les historiens d'art français ne reconnaissent cette attribution que dans les années 1860.

## Analyse

### Un foisonnement de signes héraldiques
Issu d'une famille récemment anoblie, Guillaume Jouvenel se plait à faire apparaître un très grand nombre de signes héraldiques rappelant sa famille. Sur ce tableau, dans le décor architectural, on distingue une rangée de petites roses qui rappellent l'emblème des Orsini, vieille famille romaine dont les Jouvenel des Ursins prétendaient être la branche cadette. Dans les chapiteaux ainsi que dans le fond, au milieu des entrelacs, des oursons apparaissent, emblème parlant de la famille (Ursins), ainsi que des ursines, acanthe à triple feuille. Les blasons ont été effacés du tableau à une date inconnue, mais ils ont par la suite été repeints en doré selon le dessin de Gaignères puis restitués selon leur état d'origine présumé : bandé d'argent et de gueule avec une rosette et sommé d'un mortier, le chapeau du chancelier.

### Le dessin préparatoire

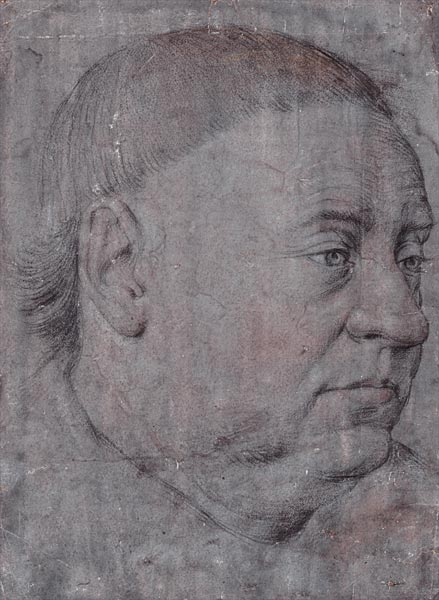
Dessin préparatoire, Musées d'État de Berlin.

Ce portrait est le seul tableau français du XVe siècle pour lequel le dessin préparatoire est conservé (Berlin, Kupferstichkabinett, KdZ4367). Pourtant, peu d'éléments permettent d'y voir un dessin préparatoire : pas d'indications de couleur, pas d'indications pour le décor, le vêtement du modèle n'est pas le même. Le dessin se résume à la tête, mais une tête exactement de la même dimension que celle du tableau. Presque tous les détails de lumière du dessin se retrouvent aussi dans le tableau.